# Zschweigert-Kryptograf
Zschweigert-Kryptograf ist ein mechanisches kryptografisches Gerät zur Verschlüsselung von Texten, vom Erfinder genannt „Maschine zum Herstellen chiffrierter Schriftstücke“.

## Geschichte
Erfunden wurde das Gerät unmittelbar nach dem Ersten Weltkrieg durch Rudolf Zschweigert (1873–1947), einem deutschen Textilingenieur, der über reichhaltige Erfahrungen über den Bau mechanischer Geräte verfügte und mehr als zwei Dutzend in- und ausländische Patente hielt. Sein Kryptograf ähnelt einer durch Lochkarten gesteuerten frühen Webmaschine, eine Thematik mit der sich Zschweigert gut auskannte. Offenbar dadurch inspiriert, kam er auf die Idee eines auf dem dabei genutzten Prinzips fußenden Chiffriergeräts, das er im Jahr 1919 zum Patent anmeldete.
Im Gegensatz zu den meisten anderen Schlüsselmaschinen, insbesondere Rotor-Chiffriermaschinen wie beispielsweise die Enigma-Maschine, nutzt der Zschweigert-Kryptograf zur Verschlüsselung von Texten nicht die Substitution, also die Ersetzung von Buchstaben durch andere Buchstaben aus, sondern basiert auf der Transposition, der Umordnung der Buchstaben. Jeder einzelne Buchstabe des zu verschlüsselnden Klartextes bleibt unverändert erhalten, allerdings wird die Reihenfolge der Buchstaben umgestellt.
Das von ihm genutzte Grundprinzip der Transposition ist ein seit Jahrhunderten bekanntes grundlegendes Verschlüsselungsverfahren, das nicht nur bei recht einfachen Methoden wie beispielsweise dem „Gartenzaun“ verwendet wird. Je nach Ausgestaltung und kombinatorischer Komplexität des Verfahrens können auch sehr schwierig zu brechende Verschlüsselungen realisiert werden. Selbst hochmoderne Verfahren, wie beispielsweise der Advanced Encryption Standard (AES), nutzen Transpositionen als Teil des Algorithmus und gelten als „unknackbar“.
Die Komplexität des von Zschweigert erfundenen Geräts reicht allerdings nicht aus, um dieses Prädikat zu verdienen. Dennoch wird damit ein Verschlüsselungsniveau erreicht, das in der damaligen Zeit nicht trivial zu brechen war. Das Gerät nutzt neun parallele Papierrollen sowie eine Lochkarte, die als kryptografischer Schlüssel dient. Die Karte weist neun Spalten auf und eine beliebige Anzahl von Zeilen. In jeder Zeile befindet sich genau ein Loch. Das folgende Diagramm zeigt ein Beispiel für eine Karte mit sieben Zeilen:
```
1 2 3 4 5 6 7 8 9

· · · · O · · · ·
· · · · · · · O ·
· · O · · · · · ·
· · · · · · · · O
O · · · · · · · ·
· · · · · · O · ·
· · O · · · · · ·
```

Der zu verschlüsselnde Text wird buchstabenweise abgearbeitet und dabei, beginnend mit der ersten Zeile der Lochkarte, der jeweilige Textbuchstabe in die durch das Loch gekennzeichnete Spalte geschrieben. Im Beispiel also der erste Buchstabe in die fünfte Spalte, der zweite in die achte Spalte, der dritte in die dritte Spalte und so weiter. Nach der letzten (hier siebten) Zeile wird mit der ersten Zeile der Karte fortgesetzt. Ein Klartext wie „DIESISTEINWIKIPEDIABEISPIELTEXT“ würde somit wie folgt angeordnet:
```
· · · · D · · · ·
· · · · · · · I ·
· · E · · · · · ·
· · · · · · · · S
I · · · · · · · ·
· · · · · · S · ·
· · T · · · · · ·
· · · · E · · · ·
· · · · · · · I ·
· · N · · · · · ·
· · · · · · · · W
I · · · · · · · ·
· · · · · · K · ·
· · I · · · · · ·
· · · · P · · · ·
· · · · · · · E ·
· · D · · · · · ·
· · · · · · · · I
A · · · · · · · ·
· · · · · · B · ·
· · E · · · · · ·
· · · · I · · · ·
· · · · · · · S ·
· · P · · · · · ·
· · · · · · · · I
E · · · · · · · ·
· · · · · · L · ·
· · T · · · · · ·
· · · · E · · · ·
· · · · · · · X ·
· · T · · · · · ·
```

Die einzelnen Buchstaben werden nun spaltenweise (von jeder der einzelnen Papierrollen) ausgelesen und ergeben den folgenden Geheimtext:
IIAE ETNIDEPTT DEPIE SKBL IIESX SWII
Zschweigert, der sich offenbar mit mechanischen Geräten deutlich besser auskannte als mit kryptologischen Prinzipien, verzichtet nun darauf, diesen Text beispielsweise in Fünfergruppen übermitteln zu lassen als:
IIAEE TNIDE PTTDE PIESK BLIIE SXSWI I
Aus kryptologischer Sicht wäre dieser finale Schritt unbedingt erforderlich, weil sonst nämlich die Länge der einzelnen Spalten verraten wird, was die unbefugte Entzifferung wesentlich erleichtert. In der Patentschrift steht wörtlich: „Allerdings muß das Ende jedes Bandes in der Chiffreschrift irgendwie gekennzeichnet sein.“
Damit unterläuft ihm ein vermeidbarer kryptologischer Fehler. Die Kennzeichnung ist aus Sicherheitserwägungen extrem schädlich und aus Sicht des befugten Empfängers zwar bequem aber unnötig, da er ja im Besitz einer identischen Lochkarte wie der Sender ist, also den Schlüssel kennt und die Entschlüsselung auch ohne diese Kennzeichnung durchführen kann. Da Zschweigert sich aber offenbar das Ziel gesetzt hatte, auch die Entschlüsselung (und nicht nur die Verschlüsselung) mithilfe seiner Maschine zu ermöglichen, sah er sich wohl zu dieser (fatalen) Kennzeichnung gezwungen.
Vermutlich wurde der Zschweigert-Kryptograf niemals gebaut und auch nicht eingesetzt. Es sind keine Prototypen bekannt.